# Нижняя Чуега
Нижняя Чуега — река в России, протекает по Архангельской области. Устье реки находится в 6 км по левому берегу рукава Мезени — Рочуги. Длина реки составляет 35 км.

## Данные водного реестра
По данным государственного водного реестра России относится к Двинско-Печорскому бассейновому округу, водохозяйственный участок реки — Мезень от водомерного поста деревни Малонисогорская и до устья. Речной бассейн реки — Мезень.
Код объекта в государственном водном реестре — 03030000212103000048913.